# William Cavendish-Bentinck

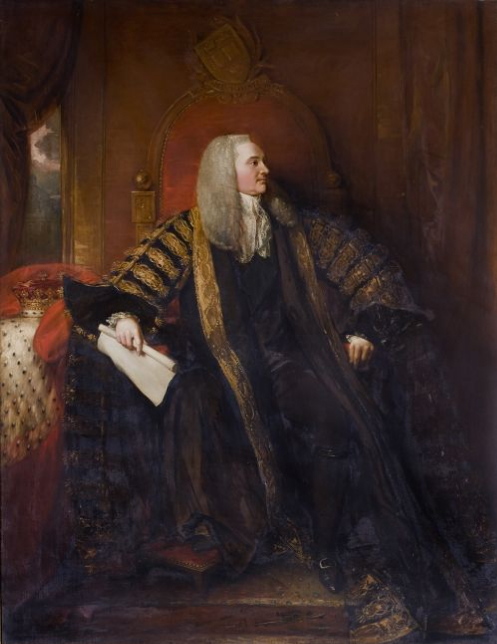
William Henry Cavendish

William Henry Cavendish-Bentinck, III duc de Portland KG PC (Nottinghamshire, 14 d'abril de 1738 - Bulstrode Park, Buckinghamshire, 30 d'octubre de 1809) fou un polític whig i estadista britànic, que va ocupar els càrrecs de rector de la Universitat d'Oxford i Primer Ministre del Regne Unit. Abans de 1762, era conegut pel títol de marquès de Titchfield. Va tenir un títol de tots i cada un dels graus de la noblesa britànica (de duc, el de marquès, el de comte, vescomte i baró). Va un ascendent de la reina Isabel II d'Anglaterra (per part materna).

## Vida
Va ser el fill gran de William Bentinck, II duc de Portland i Margaret Cavendish Bentinck, de la qual va heretar bastes extensions de tierra. Educat a Westminster School i Christ Church (Oxford), va ser elegit per, l'avui extint municipi de Weobley (absorbit per Herefordshire) a la Cambra dels Comuns el 1761, abans de prendre possessió del lloc que després de la seva mort, va deixar vacant el seu pare a la Cambra dels Lords a l'any següent. Associat amb l'aristocràtic partit whig de Charles Watson-Wentworth, II marquès de Rockingham, va servir com Lord Camarlenc en el primer mandat de Charles, i després com Lord tinent d'Irlanda en el segon (entre abril i agost de 1782).
L'abril de 1783, el duc va ser cap titular d'un govern de coalició, els líders reals eren Charles James Fox i Frederick North, II comte de Guilford. Va exercir com a Primer Lord del Tresor (First Lord of the Treasury) en aquest ministeri fins a la seva destitució el desembre del mateix any.
En 1789, el duc es va convertir en un dels vicepresidents de l'Hospital Foundling de Londres. Aquesta entitat benèfica s'havia convertit en un dels més moderns de l'època, amb diversos notables de l'època que van prestar servei en la seva junta directiva. En la seva creació, cinquanta anys abans, el seu pare, el II duc de Portland, havia estat un dels membres fundadors, inscrit per Decret Reial concedit per Jordi II d'Anglaterra. La missió de l'hospital era tenir cura dels nens abandonats a Londres i va arribar fama ràpidament a través de la seva missió commovedora, la seva col·lecció d'art donada per donar suport als artistes i concerts populars benèfics de Georg Friedrich Händel. El 1793, el duc es va fer càrrec de la presidència de la institució.
Juntament amb molts altres conservadors whigs (com Edmund Burke), el duc estava molt incòmode amb la Revolució Francesa, i finalment va trencar amb Fox per aquest motiu, unint-se al govern de William Pitt el "Jove" com a secretari de l'Interior el 1794. Va continuar exercint en el gabinet fins a la mort de Pitt el 1806 (encara que de 1801-1805 com a President del Consell (Lord President of the Council), i després com a ministre sense cartera.

## Títols i tractaments
- Marquès de Titchfield (1738-1762).
- La seva gràcia, el III duc de Portland (1762-1765).
- La seva gràcia, el III duc de Portland, conseller privat (1765-1794).
- La seva gràcia, el III duc de Portland, cavaller de l'Orde de la Lligacama i conseller privat (1794-1809).